# Dinastía Zand
La dinastía Zand (en persa: سلسله زندیه‎) gobernó el sur y el centro de Irán entre 1750 y 1794. La tribu kurda zand fue obligada por Nadir Sah a trasladarse desde su hogar en Lorestán a las estepas del este de Jorasán.
Proveniente del noroeste de Persia fue fundada por Karim Jan Zand el cual instaló su capital en Shiraz en 1766. Gobernó las regiones de Shirvan, Fars, Aran, Armenia y Georgia hasta su conquista por la Dinastía Kayar en 1794.
Después de la revolución islámica de 1979, la dinastía Zand fue la única dinastía cuyo nombre no fue eliminado de los lugares y monumentos públicos por el nuevo gobierno republicano.

## Karim Jan Zand (1750-1779)

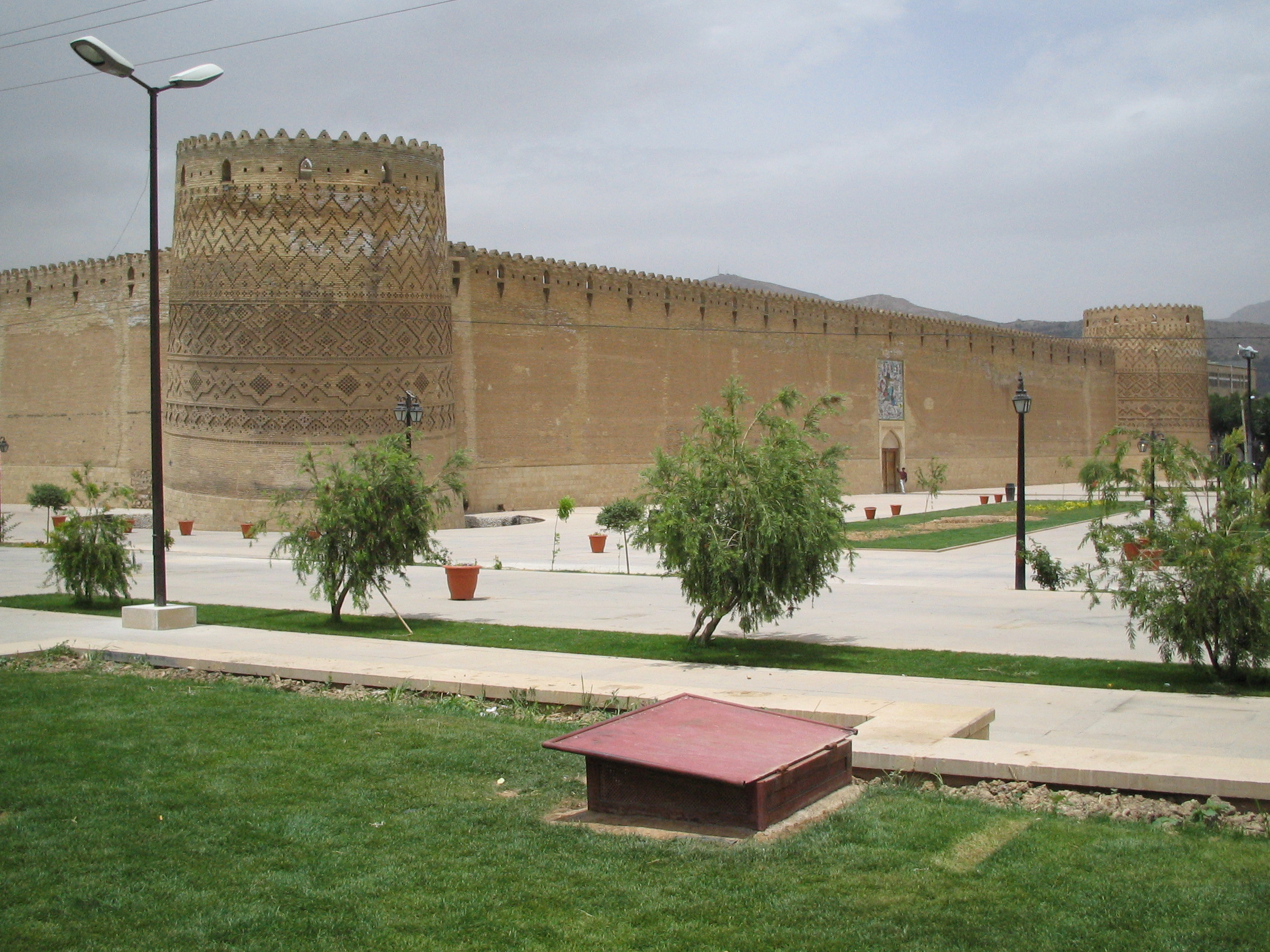
Ciudadela de Karim Jan (Shiraz).

La dinastía fue fundada por Karim Jan, jefe de la tribu zand, que fue uno de los generales de Nadir Sah. Después de la muerte de éste, la tribu zand regresó a su tierra de origen.
Cuando Adil Sah fue nombrado rey, Karim Jan y sus soldados desertaron del ejército y junto con Ali Morad Jan Bajtiari y Abolfath Jan Haft Lang, otros dos jefes locales, se declararon independientes: Abolfath Jan era el primer ministro, Karim Jan se convirtió en comandante en jefe del ejército y Ali Morad Jan fue nombrado regente. Karim Jan declaró Shiraz su capital, y para conseguir legitimidad, en 1757 instaló en el trono al nieto del anterior sah afsárida, Ismail III, que era un niño. En 1760 eliminó al rey y al regente pero se negó a llamarse Sah, se adjudicó el título de Abogado del pueblo.
En 1760 Karim controlaba todo el Irán excepto Jorasán, en el noreste, que estaba gobernada por el afsárida Shahroj Mirza. En el extranjero luchó contra Azad Jan en Azerbaiyán y contra los otomanos en Mesopotamia, consiguiendo el control de Azerbaiyán y la provincia de Basora. durante todo su reinado mantuvo la lucha contra los kayar, hasta derrotar a su jefe Aga Mohammad Jan Kayar y llevar a sus hijos (Agha Mohammad Jan y Hosseingholi Jan) como rehenes a Shiraz.
En Shiraz perduran monumentos de su época, como la ciudadela de Karim Jan, el bazar Vakil y diversas mezquitas y jardines. También fue quien impulsó la construcción del palacio de Teherán, capital de la futura dinastía kayar.

## Declive
La muerte de Karim Jan en 1779 dejó al territorio que gobernaba vulnerable a las amenazas de sus enemigos. Su hijo y sucesor, Abol Fath Jan fue un rey incompetente, fuertemente influenciado por su tío, el comandante Zaki Jan. 
Otros reyes, como Ali Murad y Yafar Jan tampoco fueron capaces de mantener las políticas de Karim y muy pronto el país fue atacado por varios frentes. 
En 1789, Lotf Ali Jan, nieto de un hermano de Karim, se proclamó Sah, y guerreó contra los mayores enemigos de los zands, los jefes Kayar, dirigidos por el antiguo rehén Aga Mohammad Jan. Fue capturado y asesinado en la fortaleza de Bam, poniendo fin a la dinastía. Comenzó así el gobierno de la dinastía kayar.

## Cultura y política
La era zand era de paz relativa y de desarrollo económico para el país. Muchos territorios que habían sido conquistados por los otomanos en los últimos tiempos del Imperio safávida fueron recuperados, e Irán fue de nuevo un país unido y próspero. 
Después de que la pintura iraní alcanzara gran prestigio a finales del siglo XVII, se formó una escuela nueva bajo la dinastía zand de una calidad notable. Muchos rasgos artísticos de la época kayar fueron copiados de los existentes bajo los zand.
En política extranjera, Karim Jan procuró restablecer el comercio de la era safávida, permitiendo que los británicos establecieran una oficina comercial en el puerto de Bushehr, que abrió las puertas de Irán a la Compañía Británica de las Indias Orientales y aumentó su influencia en el país. 
La hacienda pública y el sistema de impuestos fue reorganizado, de forma que los impuestos fueron elevados. El sistema judicial era justo y generalmente humano; la pena capital fue raramente impuesta.

## Reyes de la dinastía zand
- 1750-1779 : Mohammad Karim Jan
- 1779-1779 : Zaki Jan
- 1779-1779 : Mohammad Ali Jan
- 1779-1779 : Abol Fath Jan
- 1779-1782 : Mohammad Sadegh Jan
- 1782-1785 : Ali Murâd Jan
- 1785-1789 : Jafar Jan
- 1789-1789 : Sayed Murad Jan
- 1789-1794 : Lotf Ali Khan